# تدخل قوات درع الجزيرة في البحرين
تدخل قوات درع الجزيرة في البحرين هو تدخل 1200 عسكري سعودي و 800 جندي إماراتي تحت لواء قوات درع الجزيرة (قوات مشتركة تابعة لمنظمة مجلس التعاون لدول الخليج العربية) في البحرين بتاريخ 15 مارس 2011 بناء على طلب حكومة مملكة البحرين بعد اندلاع الأزمة البحرينية في مطلع 2011

## خلفية
في عام 2011 وخلال فترة الاحتجاجات الشعبية. طلبت حكومة مملكة البحرين الاستعانة بقوات درع الجزيرة وقالت الحكومة أن القوات جاءت لتأمين المنشآت الاستراتيجية. من جهة أخرى أعتبرها الغلب وخصوصا إيران بمثابة غزو للبحرين. فيما ردت البحرين على لسان وزير خارجيتها خالد بن أحمد آل خليفة. وقد تقدمت إيران بشكوى في مجلس الأمن بشأن إرسال درع الجزيرة إلى البحرين.

## إنتقادات وإتهامات لقوات درع الجزيرة بإرتكاب إنتهاكات
وقد قامت وسائل إعلام ومنظمات حقوقية -مناوئه للتدخل الخليجي ومحسوبة على إيران أو المعارضة

## الدول المشاركة في إرسال القوات إلى البحرين
شاركت السعودية بأكبر عدد من الجنود (1,200 جندي) بقيادة اللواء مطلق بن سالم الأزيمع وبعدها الإمارات (800) ولم ترسل الكويت قوات برية وإكتفت بإرسال قوات بحرية بقيادة المقدم ركن بحري عبد الكريم العنزي الذي صرح بأن قوته جاهزه للدفاع عن البحرين وان الدفاع عن البحرين مثل الدفاع عن الكويت. ولم ترسل سلطنة عمان أي قوات

## قطر
أكد مسؤول عسكري قطري مشاركة بلاده في الانتشار العسكري الخليجي في البحرين إلى جانب السعودية وقال العقيد الركن عبد الله الهاجري أن مهمتنا هي المساهمة على حفظ الأمن والنظام في البحرين

## موقف الكويت
ويعود السبب في اكتفاء الكويت بإرسال قوات بحرية فقط وعدم إرسال أي قوات برية، هو تفضيل الكويت القيام بدور دبلوماسي وشعبي لتهدئة الأوضاع بدلا من إرسال قوات برية.
تسبب هذا في نوع من الحيرة لدى الحكومة الكويتية حيث انها تسببت في تصعيد بعض التوترات الداخلية وخاصة بين السنة والشيعة (والذين يمثلون ما بين 25-30% من سكان الكويت). فمن جهة لم ترد الكويت التخلي عن حليفتها السعودية ومن جهة أخرى لم يرد أغلبية الشعب رؤية ثورة شيعية ناجحة. فكانت إرسال قوات بحرية بدلا من برية حلاً وسطاً.
ويذكر أن صباح الأحمد الصباح قد قال سنة 1984م عندما كان وزيراً للداخلية أن تشكيل قوة درع الجزيرة هو لغرض صد الخطر الخارجي وليس للتدخل في الشؤون الداخلية لأي دولة خليجية.

## دور قوات درع الجزيرة
اقتصر دور القوات الخليجية في تأمين المنشآت الإستراتيجية وحراستها، ولم تشارك في أي مواجهة ميدانية، ويمكن القول بأن الهدف الرئيسي من وجودها معنوي وهو توجيه رسائل تحذير للخارج.
في مارس 2011 تواردت أنباء وشائعات عن مقتل جندي سعودي في البحرين، لكن مصدر مسؤول بوزارة الدفاع السعودية نفى الخبر واتضح عدم صحة الخبر  ، وفي مارس 2014 قتل ضابط إماراتي و 3 رجال أمن بحرينيين في انفجار بالعاصمة المنامة لكن الضابط طارق محمد الشحي من دولة الإمارات العربية المتحدة يعمل في الشرطة (الأمن الداخلي) وليس في الجيش ووجوده كنتيجه للتعاون الأمني الثنائي بين الإمارات والبحرين خارج إيطار درع الجزيرة.

## الرأي العام في الدول المشاركة في إرسال قوات
كان الرأي العام السائد في مجمله يعبر عن ارتياح تجاه هذه الخطوة.
لكن هذا لم يمنع من اعتراض افراد من الشيعة حيث خرجت عدة تظاهرات من  المواطنين السعوديين في شرق السعودية وبالتحديد في محافظة القطيف ومحافظة الاحساء للمطالبة بخروج قوات درع الجزيرة من البحرين.